# Tirant lo Blanc (juego de rol)
Tirant lo Blanc, joc de rol de cavalleria medieval («Tirante el Blanco, juego de rol de caballería medieval») es un juego de rol escrito en catalán y ambientado en los condados catalanes del siglo XI, a pesar de tomar su título de la novela Tirante el Blanco, ambientada ella en el siglo XV. Creado por Enric Grau con la colaboración de Ricard Ibáñez y algunos otros coautores, Tirant lo Blanc fue publicado en marzo de 1996 por la hoy en día desaparecida editorial barcelonesa Joc Internacional.

## Historia del juego
En 1996 Tirant lo Blanc fue el segundo juego de rol en catalán después de que Almogàvers fuera publicado en enero de 1995. Este último estaba ambientado en los siglos XIII y XIV, la época de los almogávares, y su sistema de juego fue extrapolado por Enric Grau a la Cataluña de los condados catalanes para poder elaborar el de Tirant lo Blanc.

## Ilustraciones
Las cubiertas y las ilustraciones interiores de Almogàvers y Tirant lo Blanc corrieron a cargo de Albert Monteys, quien fue director de la revista satírica El Jueves de 2006 a 2011. Monteys ya había trabajado con anterioridad como ilustrador para Joc Internacional y su revista Líder, esencialmente dibujando las tiras cómicas conocidas como Tío Trasgo, Tío Napo y El Club, que aparecían regularmente en la revista.

## Disponibilidad del juego
Con el cierre en 1998 de Joc Internacional, editorial que lo publicaba, Tirant lo Blanc dejó de ser distribuido en librerías. Aun así un cierto número de ejemplares nuevos sigue estando a la venta en sitios web especializados en la venta por internet.